# Fajr-5

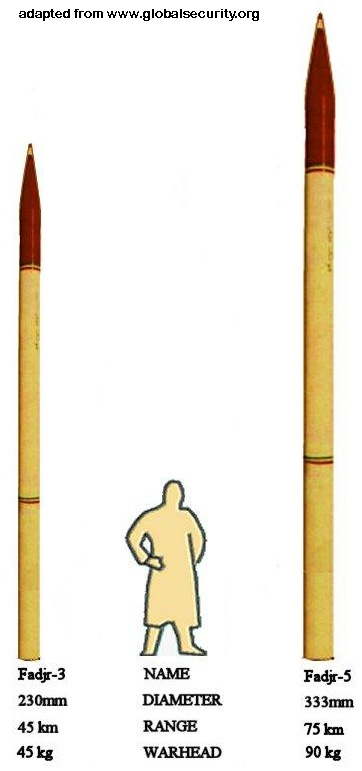
Tamaño aproximado del Fajr-3 y el Fajr-5.

El Fajr-5 (en persa: فجر-۵, en español "Amanecer-5") es un cohete de artillería desarrollado por Irán en la década de 1990. Forma parte de la familia de cohetes Fajr, junto al Fajr-3 y el Fajr-7.

## Características
Los modelos más recientes de cohetes Fajr-5 son instalados en el chasis delantero de vehículos Mercedes Benz 6x6, estando la plataforma integrada en un sistema lanzacohetes múltiple. Una plataforma de cuatro estabilizadores hidráulicamente operados bajados al suelo antes de dispararlos proporciona mayor estabilidad a la plataforma de lanzamiento.
Los nuevos chasis de Mercedes Benz han mejorado la movilidad campo a través y la cabina de control delantera proporciona espacio para el conductor y dos pasajeros. Otra cabina adosada a la parte trasera aloja el resto del equipo. Los nuevos chasis son similares a los fabricados en China para el sistema de lanzamisiles múltiple Tipo 90 ARS de Norinco (China North Industries Corporation).
El misil Fajr-5, que es lanzado desde una plataforma móvil, según se informa tiene un alcance de 75 kilómetros (50 millas). También se produce una versión de dos etapas del cohete, con un cuerpo de 9 m y alcance de 190 km, pero esta variante es lanzada desde sistemas similares al TEL empleados con los misiles Zelzal, que solamente tienen capacidad para un cohete.
Tanto el Fajr-3 como el Fajr-5 tienen una versión desmontable diseñada para ser introducidos por túneles en la Franja de Gaza.

## Desarrollo
Los primeros Fajr-5 fueron creados tras la venta por parte de China a Irán de cohetes WS-1 MLRS a finales de la década de 1980. Su diseño fue llevado a cabo por la Iran Aviation Industries Organization (IAIO) y su producción corre a cargo de la IAIO, la Fuerza Aérea de la República Islámica de Irán y el Sanam Industrial Group.
En mayo de 2006, la IAIO desarrolló una versión actualizada del Fajr-5 de 333 mm sin guiado de misiles para un sistema de lanzacohetes múltiple superficie-superficie.

## Uso
En 2006 Irán proporcionó estos cohetes al grupo Hezbolá de Líbano.
- Durante la guerra del Líbano de 2006 los cohetes de las fuerzas de Hezbolá alcanzaron objetivos más alejados del punto del lanzamiento que en los conflictos anteriores. Hezbolá llamó a esos cohetes Khaibar-1.[8] Los expertos de la policía israelí creen que los cohetes son una versión mejorada de los cohetes Fajr-5, consiguiendo el alcance más largo de su clase desde la frontera libanesa hasta la fecha.[9]

- En noviembre de 2012, durante la Operación Columna de Nube, los grupos Hamás y Yihad Islámica Palestina dispararon cohetes Fajr-5 hacia Tel Aviv y Jerusalén.[10][11][12]

## Operadores
- Irán
- Siria[13]
- Hamás
- Hezbolá
- Yihad Islámica Palestina

Antiguos operadores
- Libia[14]